# Улица Сканстес
Улица Ска́нстес (латыш. Skanstes iela) — улица в Риге, в Видземском предместье, в микрорайоне Скансте. Название улицы, как и микрорайона, происходит от полевого укрепления — шанца (швед. skans), сооружённого в этих местах по указу Петра I при осаде Риги.
Улица пролегает в северо-восточном направлении от перекрёстка улиц Ханзас и Стрелниеку до пересечения с улицами Дунтес и Кришьяня Валдемара; её продолжением является улица Упес. Общая длина улицы Сканстес составляет 2155 метров. Улица на всём протяжении асфальтирована, движение двустороннее, по 2 полосы движения в каждом направлении. На всём протяжении по улице проходит маршрут автобуса № 24.
На улице Сканстес расположен ряд престижных жилых и офисных зданий, построенных в XXI веке.

## История
Улица Сканстес впервые упоминается в списках улиц города в 1883 году; тогда это была небольшая тупиковая улица, ответвлявшаяся от улицы Дунтес в 70 м севернее нынешнего перекрёстка с ул. Сканстес (этот проезд между домами № 1 и № 3 по ул. Дунтес сохранился до наших дней).
Нынешняя трасса улицы начала формироваться со стороны центра в начале XX века — как проектируемое продолжение улицы Стрелниеку по территории бывшего городского выгона. Однако вскоре участок от ул. Ханзас до ул. Спорта отошёл к территории товарной станции Рига-Пречу-1, а сама улица долгое время оставалась безымянным проездом среди огородных участков.
Современная магистраль была построена в 1970-е годы. Первоначально она начиналась от улицы Спорта; продлена до ул. Ханзас в 2000-е годы. Переименований улицы не было.

## Прилегающие улицы
Улица Сканстес пересекается со следующими улицами:
- Улица Ханзас
- Улица Роберта Хирша
- Улица Спорта
- Улица Малпилс
- Улица Яня Дикманя
- Улица Яня Далиня
- Улица Зирню
- Улица Кришьяня Валдемара
- Улица Дунтес